# Sunset in Vienna
Sunset in Vienna (Anoitecia em Viena (título em Portugal) ) é um filme de drama britânico de 1937, dirigido por Norman Walker e estrelado por Tullio Carminati, Lilli Palmer e John Garrick.

## Sinopse
Um oficial italiano se casa com uma austríaca, mas a eclosão da Primeira Guerra Mundial devasta o relacionamento do casal.

## Elenco
- Tullio Carminati ... Capitão Antonio 'Toni' Baretti
- Lilli Palmer ... Gelda Sponek
- John Garrick ... Tenente Adolphe Sponek
- Geraldine Hislop ... Wanda
- Davina Craig ... Senhora surda
- Hubert Harben ... General austríaco
- Edgar Driver ... Alfred
- Alice O'Day ... Maddalena
- Eileen Munro ... Superintendente de V.A.D.
- Katie Johnson ... Mulher no Café